# Llista de cisternes romanes

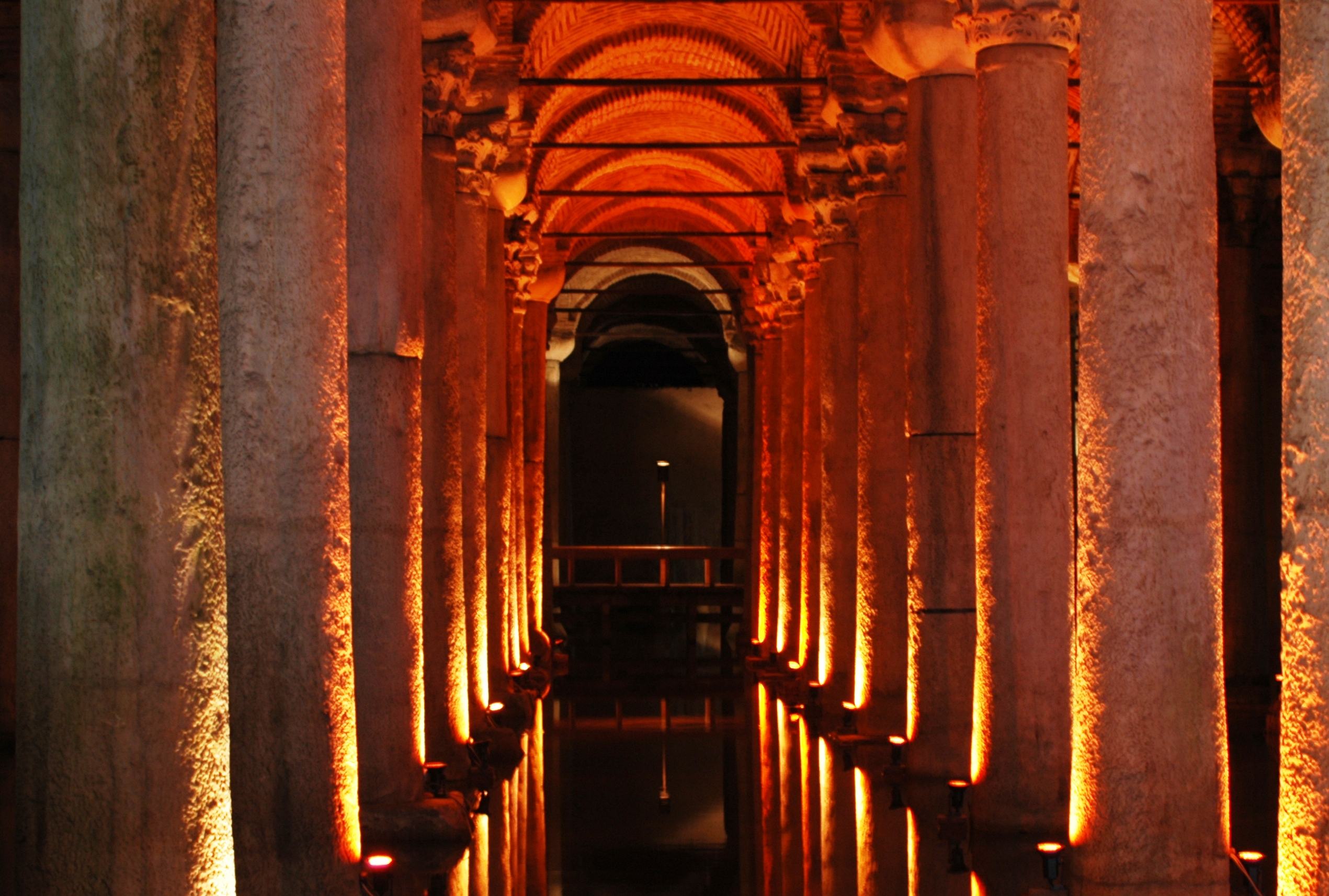
La Cisterna de la Basílica a Constantinoble subministra aigua per al Palau Imperial.

La llista de cisternes romans  ofereix una mostra de les cisternes antigues romanes. Les reserves d'aigua dolça s'ubicaven normalment en els termes dels aqüeductes i els seus ramals, subministrant a les llars urbanes, finques rústiques, palaus imperials, termes o bases navals de l'armada romana.

## Cisternes
|                         | Cisterna                          | Localització   | País    | Subministrament d'aigua | Ample (m) | Longitud (m) | Alçada clar (m) | Profunditat de l'aigua (m) | Capacitat (m³) | Volum (m³) |
| ----------------------- | --------------------------------- | -------------- | ------- | ----------------------- | --------- | ------------ | --------------- | -------------------------- | -------------- | ---------- |
| Cisterna de la Basílica | Cisterna de la Basílica           | Constantinoble | Turquia |                         | 143       | 65           | 9,0             |                            | 80000          |            |
|                         | Cisterna de Filoxen               | Constantinoble | Turquia |                         |           |              |                 |                            |                |            |
|                         | Cisterna de Teodosi               | Constantinoble | Turquia |                         | 45        | 25           | 9,0             |                            |                |            |
|                         | Piscina mirabilis                 | Misenum        | Itàlia  | Aqüeducte de serina     | 25        | 66           | 10,3            | 7,5                        | 10700          | 14300      |
|                         | Grotta Dragonara                  | Misenum        | Itàlia  | Pluja?                  | 70        | 72           | 9,5             | 4,5                        | 7700           | 11900      |
|                         | Il Cisternone                     | Albano         | Itàlia  |                         |           |              |                 |                            |                | 10132      |
|                         | Aïn Mizeb                         | Dougga         | Tunísia | Aqüeducte               |           |              |                 |                            |                | 9000       |
|                         | Aïn El Hammam                     | Dougga         | Tunísia | Aqüeducte               |           |              |                 |                            |                | 6000       |
|                         | Cripta Romana                     | Cumes          | Itàlia  | Aqüeducte de serina     | 31        | 38           | 8,0             | 3,0                        | 2100           | 5300       |
|                         | Piscina Cardito, Reserva Sud      | Pozzuoli       | Itàlia  | Aqüeducte de Campània   | 16        | 55           | 6,0             | 4,5                        | 4000           | 5300       |
|                         | Piscina Lusciano                  | Pozzuoli       | Itàlia  | Aqüeducte de serina     | 25        | 27           | 6,5             | 4,0                        | 2700           | 4400       |
|                         | Cisterna Túnel                    | Baies (Itàlia) | Itàlia  | Pluja                   | 3,5       | 300          | 3,0             | 2,0                        | 2100           | 2800       |
|                         | Cento Camerelle, Reserva superior | Misenum        | Itàlia  | Pluja                   | 18        | 23           | 7,8             | 5,5                        | 2000           | 2450       |
|                         | Cento Camerelle                   | Pozzuoli       | Itàlia  | Aqüeducte de Campania?  | 7         | 70           | 5,2             | 2,0                        | 850            | 2000       |
|                         | Cento Camerelle, Reserva inferior | Misenum        | Itàlia  | Pluja                   | 2         | 160          | 4,0             | 3,0                        | 960            | 1100       |
|                         | Piscina Cardito, Reserva nord     | Pozzuoli       | Itàlia  | Aqüeducte de Campània   | 8         | 34           | ?               | 1,3                        | 350            | ?          |
|                         | Villa de Domicià                  | Albano         | Itàlia  |                         | 11        | 123          |                 |                            |                |            |
|                         | Villa Jovisan                     | Capri          | Itàlia  |                         |           |              |                 |                            |                |            |
|                         | Cisternes de Molacillos           | Molacillos     | Espanya | Pluja                   | 7         | 11           |                 |                            |                |            |
|                         | Cisternes de Monturque            | Monturque      | Espanya | Pluja                   |           |              |                 |                            | 850            |            |